# Fair Snape Fell
Der Fair Snape Fell ist ein Berg im Forest of Bowland, Lancashire, England. Der Berg liegt nordwestlich des Parlick, mit dem er über einen Bergrücken verbunden ist.
Der Berg hat eine Höhe von 520 m und eine Schartenhöhe von 225 m, was ihn als Marilyn klassifiziert. Der Gipfel ist flach und lang in Ost-West-Richtung gestreckt. Am westlichen Rand des Gipfelplateaus befindet sich neben einem Paddy’s Pole genannten Cairn und einem Windschutz auch ein trigonometrischer Punkt.
Der River Brock entsteht an der Nordseite des Fair Snape Fell.
Der Bleasdale Timber Circle (dt. Pfostenkreis von Bleasdale) und seine Einhegung, liegen am Fuße des Fair Snape Fell. 